# Guitarras blancas
«Guitarras blancas» es una canción interpretada por la banda argentina de rock Enanitos Verdes, la canción fue compuesta por Felipe Staiti y Marciano Cantero e incluida en su cuarto album titulado Carrousel. Fue lanzada en el año de 1988 a través de la discográfica CBS, Columbia, Sony Music. 

## Historia
Esta canción fue lanzado como el segundo sencillo del mismo album y el sexto en general de toda su discográfica. La canción significa sobre la rebelión o rebelarse contra algún estatus politico dictatorial según palabras de los integrantes.

## Listas
| Listas                                     | Posición |
| ------------------------------------------ | -------- |
| Argentina (Top 50 Charts 1988)             | 40       |
| Estados Unidos Billboard Hot Latin Tracks  | 76       |
| Estados Unidos Billboard Latin Pop Airplay | 3        |

## Créditos
- Saxofón: Pablito Rodríguez.
- Coros adicionales: Ariel Rot.
- Congas, Cencerro, Pandereta: Rubén Rada.